# 석적읍
석적읍(石積邑)은 대한민국 경상북도 칠곡군 북부에 위치한 읍이다. 칠곡군에서 왜관읍 다음으로 인구가 가장 많은 읍이다.

## 개요
석적읍은 인근의 유학산 주변에 돌이 많이 쌓여 있어 석적(石積)이라 하였다.
석적읍은 칠곡군의 읍·면 중 유일하게 인구가 지속적으로 증가하는 지역으로, 2008년 5월 북삼읍을 앞질렀고, 2015년 7월 군청 소재지인 왜관읍을 제치고 칠곡군에서 인구가 가장 많은 읍이 되었다. 석적읍의 인구 증가는 석적읍 장곡 지역(중리·남율리·성곡리)에 구미국가산업단지의 베드 타운 역할을 하는 택지 개발이 활발히 이루어지고 있기 때문이다.

## 역사
- 1914년 4월 1일 : 인동군(仁同郡) 석적면(石赤面), 장곡면(長谷面), 문량면(文良面)이 칠곡군 석적면으로 개편되었다.
- 1983년 2월 15일 : 아곡동을 왜관읍으로, 황학동을 지천면으로 이관하였다.[1]
- 2006년 10월 1일 : 석적면이 석적읍으로 승격하였다.[2]
- 2016년 6월 7일 : 석적읍사무소가 포남리에서 남율리로 이전하였다.[3]

## 행정 구역
- 남율리(南栗里): 행정복지센터 소재지.
- 도개리(道開里)
- 망정리(望亭里)
- 반계리(磻溪里)
- 성곡리(城谷里)
- 중리(中里)
- 중지리(中旨里)
- 포남리(浦南里)

## 교육 기관
- 석적초등학교
- 장곡초등학교
- 대교초등학교
- 장곡중학교
- 석적중학교
- 석적고등학교

## 주거
| 단지명               | 건설사               | 시행사                        | 주소                   | 입주              | 비고 |
| -------------------- | -------------------- | ----------------------------- | ---------------------- | ----------------- | ---- |
| 구미3공단 부영       | ㈜부영               | ㈜부영                        | 북중리3길 70 (중리)    | 2000년 5월        |      |
| 우방신천지타운 1단지 | ㈜우방               | ㈜우방                        | 석적로 955-19 (남율리) | 2002년 5월        |      |
| 우방신천지타운 2단지 | ㈜우방               | ㈜우방                        | 석적로 955-16 (남율리) | 2002년 5월        |      |
| 우방아이유쉘 유라밸  | ㈜에스엠동아건설산업 | 케이비부동산신탁㈜ ㈜앤씨케이 | 남중리2길 14-2 (중리)  | 2025년 7월 (예정) |      |
| 칠곡중리 금호어울림  | 금호산업             | ㈜이토건설                    | 서중리5길 66-6 (중리)  | 2008년 5월        |      |
| 칠곡강변 한솔솔파크  | 한솔건설㈜           | ㈜미래H&C                     | 석적로 905 (남율리)    | 2008년 4월        |      |
| 공단 동화타운        | 동화주택㈜           | 동화주택㈜                    |                        | 1998년 5월        |      |
| 남구미 하우스토리    | 남광토건             | ㈜미래시티                    | 서중리4길 32 (남율리)  | 2008년 9월        |      |

## 간선 도로
| 구분 | 도로 이름                                                                               |
| ---- | --------------------------------------------------------------------------------------- |
| 대로 | 강변대로                                                                                |
| 로   | 3공단3로, 남구미로, 호국로, 3공단1로, 3공단2로, 3공단로, 석적로, 소학로, 유학로, 포망로 |